# Апраксина, Екатерина Владимировна
Екатерина Владимировна Апраксина, урождённая княжна Голицына (30 мая 1770—14 марта 1854) — фрейлина, статс-дама, кавалерственная дама; сестра московского градоначальника Д. В. Голицына, жена известного московского хлебосола С. С. Апраксина.

## Биография
Старшая дочь князя Владимира Голицына от брака с графиней Натальей Чернышёвой, знаменитой «Princesse Moustache» («Усатая княгиня»).

Точный год рождения Екатерины Владимировны многочисленные источники называют по-разному. По сведениям великого князя Николая Михайловича она родилась в 1768 году. Однако, её мать, княгиня Наталья Петровна Голицына,  в своих заметках писала в 1770 году:
… В ту же зиму мы поехали в Москву, где намеревались обосноваться, я уж тогда была беременной. 30 мая 1770 года я разродилась дочерью Катериной, а жили все в то время в доме Александра Строганова на улице под названием Тверская.
Детство своё Екатерина Владимировна провела неразлучно с родителями, зиму обычно Голицыны проводили в Москве или Петербурге, а лето в одном из многочисленных своих имений. Княгиня Голицына принимала самое непосредственное участие в воспитании и образовании своих четверых детей. Будучи сама воспитана в Европе, она была сторонницей заграничного образования. Желая дать его детям, Наталья Петровна в 1783 году уехала с семьей во Францию. Сыновья Голицыных были определены в Страсбургский протестантский университет, а дочери Екатерина и Софья остались при родителях.
В Париже Голицыны поселились в большом особняке на улице Сен-Флорантен и были приняты при дворе Марии-Антуанетты. Екатерина Владимировна вместе с матерью посещала все балы и приёмы. Она была очень хороша собой, небольшого роста, статная и стройная, с прекрасным профилем и большими тёмными глазами, но имела черты резкие и довольно суровое выражение лица, за что получила в Париже прозвище «la Venus en courroux» (разгневанная Венера).
В 1789 году Голицыны с дочерьми совершили девятимесячное путешествие по Англии, а в 1790 году вернулись в Россию и поселились в Петербурге. Екатерина Владимировна была представлена ко двору Екатерины II и пожалована во фрейлины.

## Замужество
13 июля 1793 года Екатерина Владимировна вышла замуж за двоюродного брата своей матери генерала  Степана Степановича Апраксина. По этому поводу в апреле 1793 года Ф. В. Ростопчин писал С. Р. Воронцову в Лондон:
… Княгиня Голицына, Наталья Петровна, достигла вершины счастья: она сосватала свою старшую дочь за своего двоюродного брата, генерала Апраксина. Все замолкли в виду 90 000 рублей дохода. Вообще, мечты овладевают здесь всеми головами; сердца устоять не могут.

Апраксин был одним из богатейших помещиков России и считался первым красавцем своего времени. Отличаясь особенной склонностью к женскому полу, он был причиной трагедии княгини Наталии Петровны Куракиной (1758—1825), бросившей ради него мужа, князя С. Б. Куракина, двоюродного брата Апраксина. Он же, изменяя Куракиной, влюбился в красавицу княжну Екатерину Владимировну Голицыну. И. М. Долгоруков писал:
Апраксин… влюбился в красоту лица княжны Голицыной, выехавшей из Парижа, опутан ей и обвенчался.
Брак вышел счастливым, зиму Апраксины обычно проводили в своем московском доме на Знаменке, построенном по проекту Ф. И. Кампорези, а летом в роскошном имении Ольгово. Апраксины жили открыто, принимая многочисленных гостей. Вся чиновная и родовитая Москва стремилась попасть на их роскошные вечера, балы и спектакли. В их театре ставились пьесы французских авторов — Мольера, Бомарше, Реньяра, на его сцене выступал П. С. Мочалов, а иногда и сама хозяйка дома. 
В 1816 году она даже была избрана почётным членом Санкт-Петербургского филармонического общества, но не за талант, а скорее из-за возможного покровительства. Частым гостем Апраксиных был П. А. Вяземский и другие известные литераторы и любители искусства. При этом москвичи недолюбливали Апраксиных, сплетничали о чопорном и недалёком хозяине, и побаивались умной, но суровой хозяйки.
Екатерина Владимировна всегда одевалась хорошо и к лицу, всегда стараясь понравиться мужу, который не раз изменял супруге. Она знала о его амурных похождениях, но никогда не подавала виду, всегда владея собой и всегда ровно относясь к мужу. Степан Степанович же очень уважал супругу, даже выстроив в своём имении в Ольгово беседку, наподобие древнего храма, посреди которого на высоком пьедестале была установлена мраморная статуя Екатерины Владимировны.

В 1804 году Екатерина Владимировна была пожалована в кавалерственные дамы, в 1827 году, уже после смерти мужа, в статс-дамы.  В 1841 году была назначена гофмейстериной двора великой княгини Елены Павловны. Исполняя придворные обязанности, последние годы жизни жила в Петербурге, где держала открытый дом. В 1846 году один из современников писал об Апраксиной :
В начале 11-го часа карета подвезла нас к подъезду её дворца. Яркое освещение, нескончаемый лес тропических растений на лестнице, вереница напудренных лакеев — все было по строгому порядку вещей... Гостиная эта множеством разнокалиберной мебели, картин, зеркал и ковров напоминала скорее склад старинный bric a braque, чем приемный зал большой барыни. Я еще более удивился, когда вместо ожидаемой величественной хозяйки отделилась от дивана и сделала три шага, припадая на левую ногу, на встречу матери, lа grande dame Екатерина Владимировна Апраксина; маленькая, не более двух аршин ростом, сморщенная старушка, с громадным горбом на спине, приняла величественный вид и гордым взглядом окинула нас всех, снизу вверх, конечно! С важностью Апраксина пригласила нас садиться и серыми глазками своими не переставала разбирать туалеты сестер моих.

После смерти мужа Екатерина Владимировна умело управляла своей долей наследства и смогла оставить детям хороший капитал. Умерла она 14 марта 1854 года. 

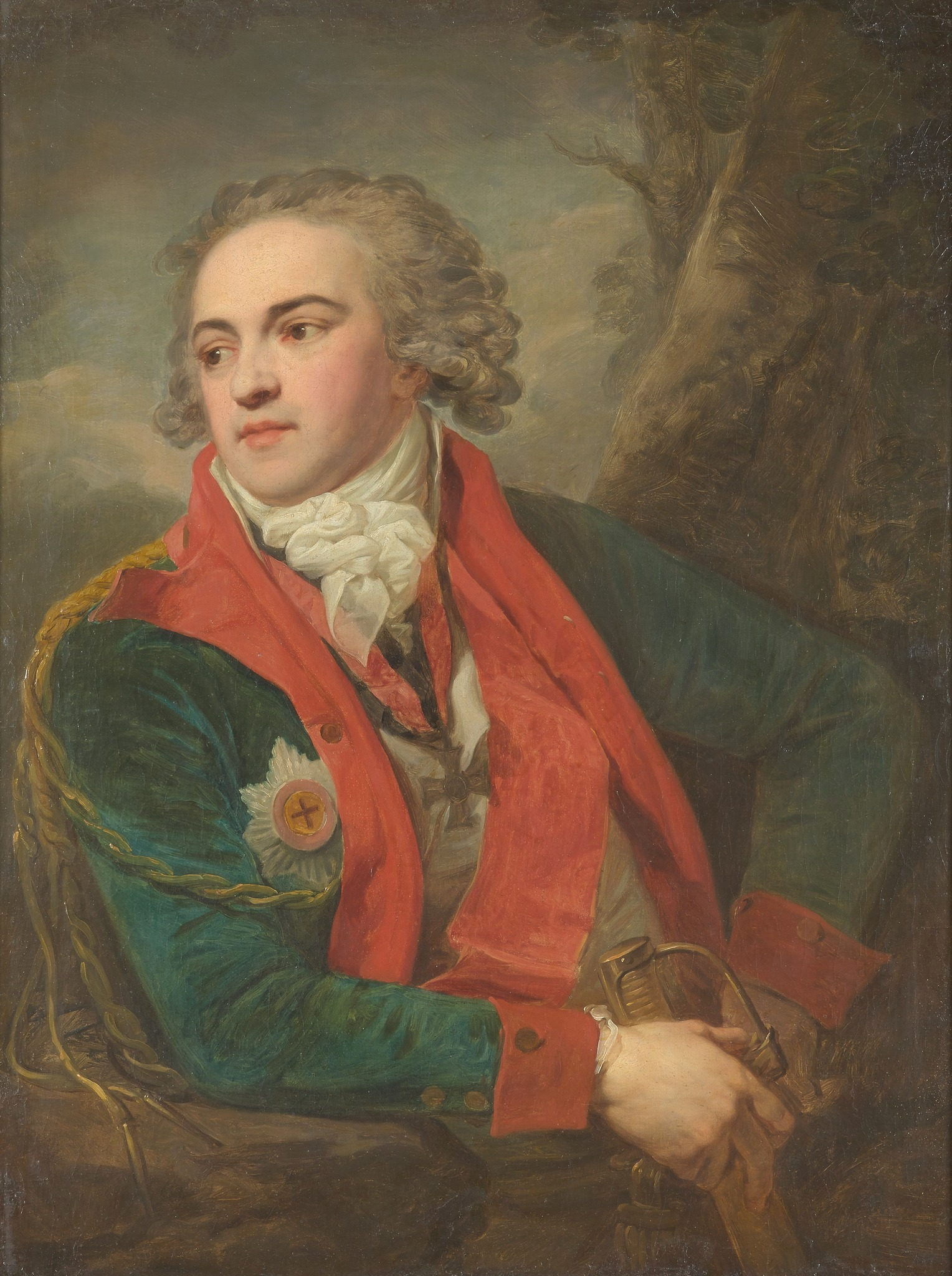
Степан Степанович, муж

## Семья
В браке Екатерина Владимировна Апраксина имела троих дочерей и троих сыновей:
- Наталия Степановна (14.11.1794—7.05.1890), фрейлина, художник-любитель, была замужем с 1817 года за егермейстером князем С. С. Голицыным (1783—1833); была известна своей широкой благотворительностью.
- Владимир Степанович (1796—1833), воспитывался в доме кн. Н. П. Голицыной, был особенно ею любим, он же, был единственным человеком, кто её не боялся. Участник Отечественной войны 1812 года, высочайшим указом от 25 марта 1817 года назначен флигель-адъютантом в «признательность за отличную службу» дядей его генерала от кавалерии князя Голицына и генерал-адъютанта графа Строганова; с 1824 года полковник, с 1831 года генерал-майор. Умер от холеры. Был женат с 1816 года на графине Софье Петровне Толстой (1800—1886), дочери генерала П. А. Толстого.
- Софья Степановна (09.11.1797—1885), статс-дама, учредительница «Дамского попечительства о бедных», основала Комиссаровское техническое училище, участвовала в деятельности Тюремных комитетов; с 1817 года была второй женой князя А. Г. Щербатова (1776—1848), члена Государственного совета, Московского генерал-губернатора.
- Степан Степанович (06.12.1798[7]—23.12.1798[7]), похоронен в Новодевичьем монастыре[8].
- Агриппина Степановна (06.12.1798[7]—13.08.1800), близнец с братом, крестница графа Н. И. Салтыкова и графиня Д. П. Салтыкова; похоронена в Борисоглебском монастыре[9].
- Виктор Степанович (08.06.1802— ?), крестник графа А. С. Строганова.

В семье воспитывались также:
- Анна Карловна Шитц, была выдана замуж за коллежского советника А. М. Устинова (1802—после 1882).
- Дочери князя Дмитрия Васильевича Голицына (1760—1813)
  - Мария Дмириевна Голицына (1802— ?), в замужестве за князем Александром Ивановичем Ухтомским.
  - Вера Дмитриевна Голицына (1801—1850), выпускница Смольного института, с 1829 года жена князя Николая Яковлевича Голицына (1788—1850).
- Дочери воронежского губернатора Фёдора Алексеевича Пушкина (1751—1810), дальние родственницы поэта
  - Анна Фёдоровна (1803—1889), в замужестве за сенатором В. П. Зубковым (1799—1862).
  - Софья Фёдоровна (1806—1862), Пушкин сватался за неё в 1826 году, но получил отказ, с 16 января 1827 года[10] замужем за Валерианом Александровичем Паниным (1803—1880), смотрителем Московского вдовьего дома.

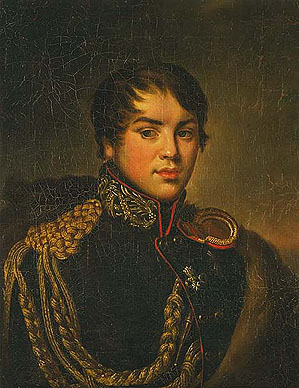
Владимир Степанович, сын
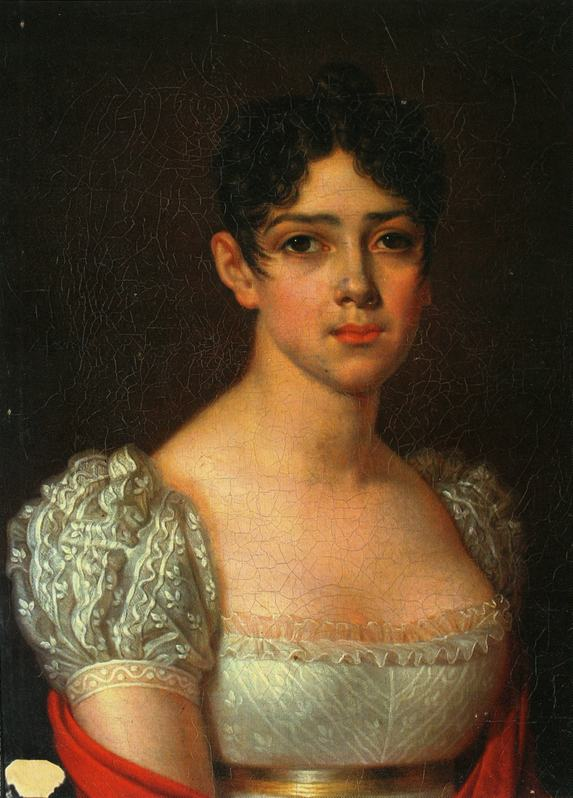
Наталья Степановна, дочь
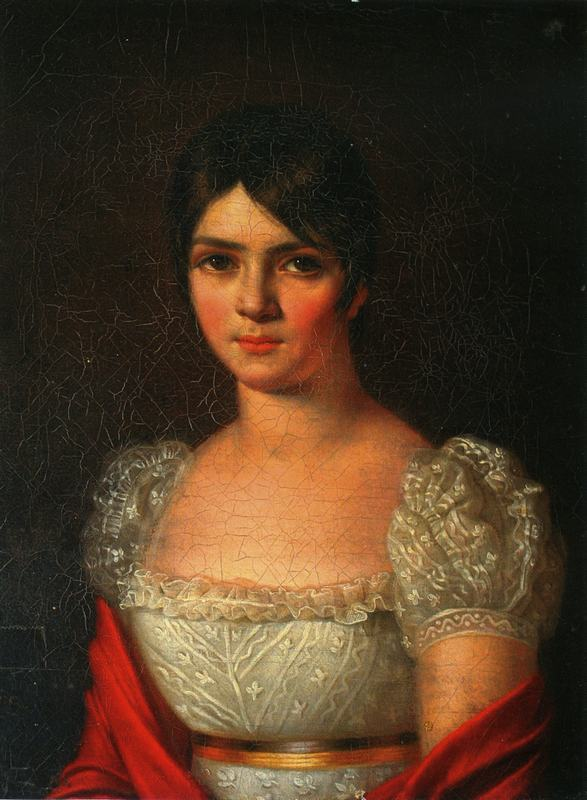
Софья Степановна, дочь
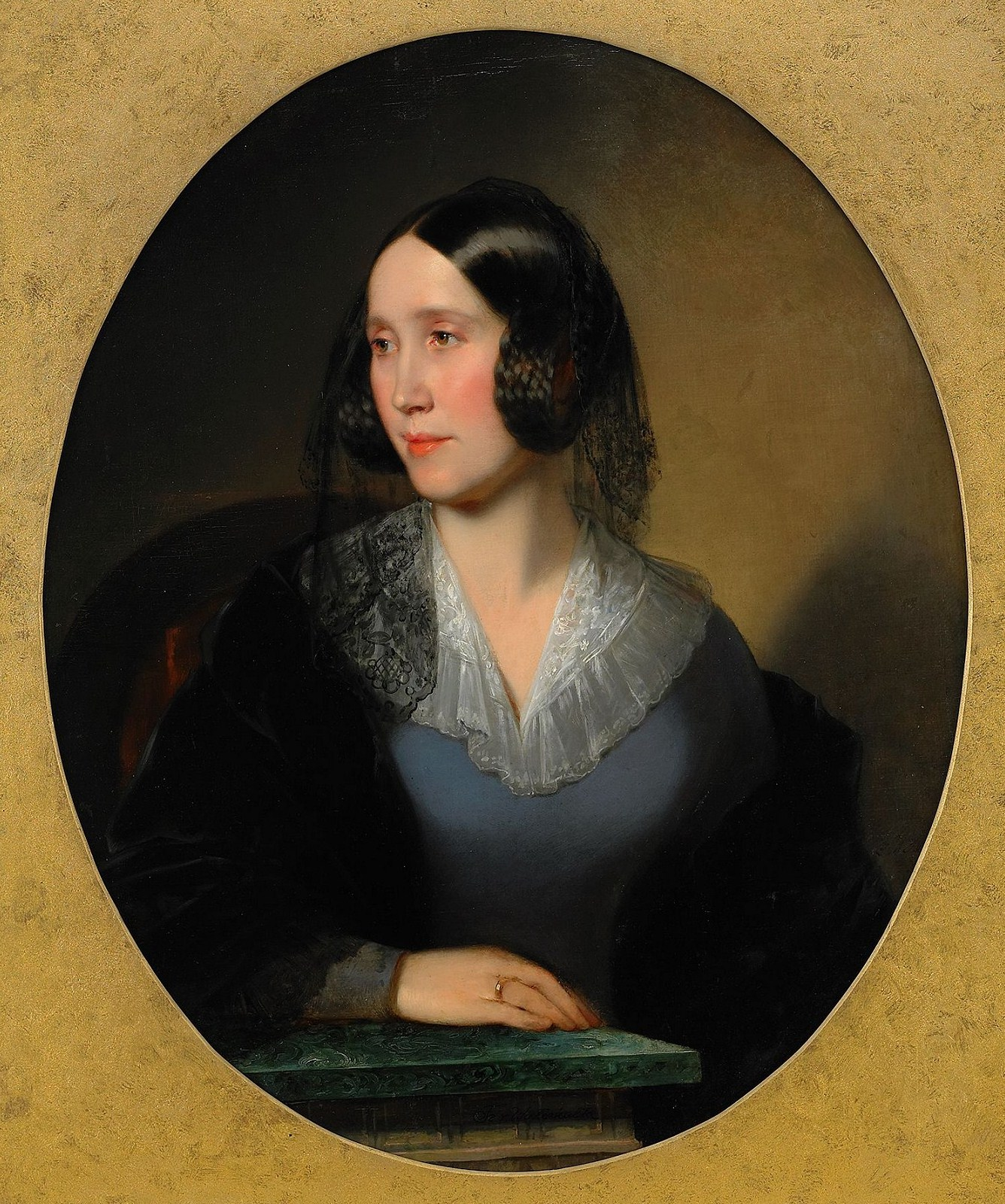
Вера Голицына, воспитанница
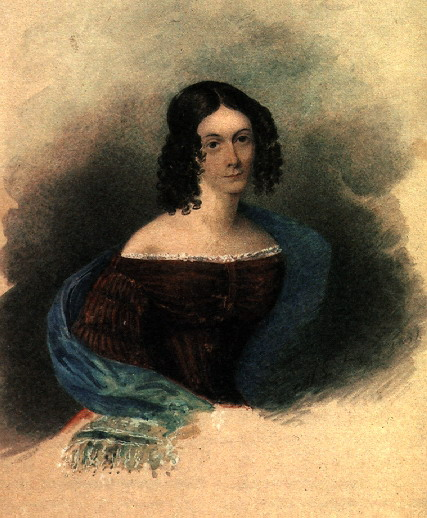
Софья Пушкина, воспитанница